# Murex d'or
Les Murex d'or sont une cérémonie de remise de prix qui se tient annuellement au Liban depuis l'an 2000 et au cours de laquelle sont décernés des trophées nommés les « Murex d'or » à des artistes du monde de la musique produits dans le monde arabophone et du reste du monde lors de l'année écoulée. Cet événement a été créé par Zahi et Fadi Helou.
Zahi Helou explique le choix du murex car c'est un nom facile à prononcer, et un hommage au murex phénicien qui produisait un rouge brillant, « symbole de richesse et de dignité ». L'or est « un symbole de richesse et de réussite ».

## Histoire
La cérémonie est créée en 2000 par Fady et Zahi Hélou. Elle vise à récompenser les personnalités libanaises ou arabes dans les domaines du chant, du cinéma ou des séries télévisées.
Lors de l'édition 2016, Mir-Jean Bou Chaaya refuse le prix au nom de la lutte contre la corruption.
Après deux années d'interruption en 2019 et 2020, les Murex d'or ont de nouveau lieu en 2021. L'édition 2021 est consacrée à la résistance et à l'espoir à la suite des explosions au port de Beyrouth de 2020.